# Tournoi de clôture du championnat de Colombie de football 2004
Navigation
Tournoi précédent Tournoi suivant
Le tournoi de clôture de la saison 2004 du Championnat de Colombie de football est le deuxième tournoi de la cinquante-septième édition du championnat de première division professionnelle en Colombie. 
Les dix-huit meilleures équipes du pays disputent le championnat semestriel qui se déroule en deux phases :
- lors de la phase régulière, les équipes s'affrontent une fois plus une rencontre supplémentaire face à une autre formation du même secteur géographique.
- les huit premiers du classement disputent la phase finale (deux poules de quatre équipes), dont les deux vainqueurs se rencontrent lors de la finale nationale pour le titre.

La relégation est décidée en faisant la moyenne des points obtenus lors des trois dernières saisons (à savoir 2002, 2003 et 2004). Le dernier de ce classement cumulé est relégué et remplacé par le champion de Copa Aguila, la deuxième division colombienne.
C'est le club de l'Atlético Junior qui remporte le tournoi, après avoir battu en finale l'Atlético Nacional, qui dispute et perd sa deuxième finale consécutive. C'est le cinquième titre de champion de l'histoire du club.

## Qualifications continentales
Le vainqueur du tournoi Clôture se qualifie pour la phase de groupes de la prochaine édition de la Copa Libertadores. Un classement cumulé des tournois Ouverture et Clôture offre une autre place à la meilleure équipe non encore qualifiée (la troisième place est détenue par le vainqueur du tournoi Ouverture) et deux places aux deux équipes suivantes.
Un quatrième club colombien se qualifie pour la Copa Libertadores, il s'git d'Once Caldas, vainqueur de l'édition 2004 et qualifié d'office pour défendre son titre.

## Les clubs participants
| - Independiente Santa Fe - CD Los Millonarios - Deportivo Tuluá - Deportes Tolima - Once Caldas - Independiente Medellin - Boyacá Chicó - Deportivo Pasto - Deportes Quindio | - Atlético Nacional - Atlético Huila - América de Cali - Atlético Bucaramanga - Deportivo Pereira - Unión Magdalena - Deportivo Cali - Atlético Junior - Envigado FC |

## Compétition
Le barème utilisé pour établir l'ensemble des classements est le suivant :
- Victoire : 3 points
- Match nul : 1 point
- Défaite : 0 point

### Phase régulière
| Rang | Équipe                  | Pts | J  | G  | N | P  | Bp | Bc | Diff |
| ---- | ----------------------- | --- | -- | -- | - | -- | -- | -- | ---- |
| 1    | América de Cali         | 42  | 18 | 13 | 3 | 2  | 32 | 14 | +18  |
| 2    | Atlético Bucaramanga    | 34  | 18 | 10 | 4 | 4  | 23 | 16 | +7   |
| 3    | Deportes Tolima         | 33  | 18 | 10 | 3 | 5  | 27 | 20 | +7   |
| 4    | Deportivo Cali          | 30  | 18 | 9  | 3 | 6  | 24 | 17 | +7   |
| 5    | Atlético Nacional       | 30  | 18 | 9  | 3 | 6  | 24 | 18 | +6   |
| 6    | Independiente MedellínT | 29  | 18 | 8  | 5 | 5  | 24 | 13 | +11  |
| 7    | Once Caldas             | 28  | 18 | 8  | 4 | 6  | 30 | 19 | +11  |
| 8    | Atlético Junior         | 28  | 18 | 7  | 7 | 4  | 26 | 21 | +5   |
| 9    | Envigado FC             | 26  | 18 | 7  | 5 | 6  | 26 | 20 | +6   |
| 10   | Independiente Santa Fe  | 25  | 18 | 7  | 4 | 7  | 25 | 24 | +1   |
| 11   | Deportes Quindío        | 25  | 18 | 7  | 4 | 7  | 21 | 29 | -8   |
| 12   | Deportivo Tuluá         | 22  | 18 | 6  | 4 | 8  | 14 | 19 | -5   |
| 13   | Atlético Huila          | 18  | 18 | 5  | 3 | 10 | 21 | 25 | -4   |
| 14   | Boyacá Chicó            | 18  | 18 | 4  | 6 | 8  | 15 | 24 | -9   |
| 15   | Unión Magdalena         | 17  | 18 | 5  | 2 | 11 | 11 | 27 | -16  |
| 16   | Deportivo Pasto         | 17  | 18 | 3  | 8 | 7  | 10 | 16 | -6   |
| 17   | CD Los Millonarios      | 13  | 18 | 3  | 4 | 11 | 14 | 29 | -15  |
| 18   | Deportivo Pereira       | 13  | 18 | 3  | 4 | 11 | 9  | 25 | -16  |

|  | Qualification pour la phase finale |

### Phase finale

#### Demi-finales
| Rang | Équipe            | Pts | J | G | N | P | Bp | Bc | Diff |
| ---- | ----------------- | --- | - | - | - | - | -- | -- | ---- |
| 1    | Atlético Nacional | 11  | 6 | 3 | 2 | 1 | 6  | 3  | +3   |
| 2    | América de Cali   | 8   | 6 | 2 | 2 | 2 | 10 | 8  | +2   |
| 3    | Deportes Tolima   | 7   | 6 | 2 | 1 | 3 | 9  | 9  | 0    |
| 4    | Once Caldas       | 7   | 6 | 2 | 1 | 3 | 5  | 10 | -5   |

| Rang | Équipe                 | Pts | J | G | N | P | Bp | Bc | Diff |
| ---- | ---------------------- | --- | - | - | - | - | -- | -- | ---- |
| 1    | Atlético Junior        | 13  | 6 | 4 | 1 | 1 | 11 | 5  | +6   |
| 2    | Deportivo Cali         | 8   | 6 | 2 | 2 | 2 | 6  | 6  | 0    |
| 3    | Independiente Medellin | 8   | 6 | 2 | 2 | 2 | 9  | 10 | -1   |
| 4    | Atlético Bucaramanga   | 4   | 6 | 1 | 1 | 4 | 5  | 10 | -5   |

#### Finale
| Équipe 1        | Résultat      | Équipe 2          | Aller | Retour |
| --------------- | ------------- | ----------------- | ----- | ------ |
| Atlético Junior | 5 - 5 5-4 tab | Atlético Nacional | 3 - 0 | 2 - 5  |

### Classement cumulé 2004
| Rang | Équipe                    | Pts | J  | G  | N  | P  | Bp | Bc | Diff |
| ---- | ------------------------- | --- | -- | -- | -- | -- | -- | -- | ---- |
| 1    | América de Cali           | 94  | 48 | 29 | 7  | 12 | 79 | 49 | +30  |
| 2    | Atlético Nacional         | 88  | 52 | 26 | 10 | 16 | 78 | 59 | +19  |
| 3    | Atlético JuniorClo        | 80  | 50 | 21 | 17 | 12 | 72 | 55 | +17  |
| 4    | Independiente MedellínOuv | 80  | 50 | 22 | 14 | 14 | 70 | 51 | +19  |
| 5    | Deportivo Cali            | 80  | 48 | 23 | 11 | 14 | 62 | 49 | +13  |
| 6    | Once CaldasCL             | 75  | 48 | 22 | 9  | 17 | 65 | 54 | +11  |
| 7    | Deportes Tolima           | 66  | 42 | 18 | 12 | 12 | 56 | 46 | +10  |
| 8    | Atlético Bucaramanga      | 60  | 42 | 16 | 11 | 15 | 50 | 51 | -1   |
| 9    | Deportivo Pasto           | 54  | 42 | 14 | 12 | 16 | 37 | 41 | -4   |
| 10   | Boyacá Chicó              | 52  | 42 | 13 | 13 | 16 | 45 | 60 | -15  |
| 11   | Independiente Santa Fe    | 46  | 36 | 11 | 12 | 13 | 43 | 46 | -3   |
| 12   | Deportivo Tuluá           | 41  | 36 | 11 | 8  | 17 | 41 | 51 | -10  |
| 13   | Envigado FC               | 40  | 36 | 9  | 13 | 14 | 45 | 46 | -1   |
| 14   | Deportes Quindío          | 40  | 36 | 10 | 10 | 16 | 32 | 52 | -20  |
| 15   | Deportivo Pereira         | 39  | 36 | 10 | 9  | 17 | 30 | 43 | -13  |
| 16   | CD Los Millonarios        | 39  | 36 | 10 | 9  | 17 | 37 | 51 | -14  |
| 17   | Atlético Huila            | 34  | 36 | 9  | 7  | 20 | 40 | 54 | -14  |
| 18   | Unión Magdalena           | 27  | 36 | 7  | 6  | 23 | 26 | 56 | -30  |

|  | Qualification pour la Copa Libertadores 2005 (vainqueur d'un tournoi)                                               |
|  | Qualification pour la Copa Libertadores 2005                                                                        |
|  | Qualification pour la Copa Sudamericana 2005                                                                        |
|  | Relégation directe en Copa Aguilar                                                                                  |
|  | Ouv : Vainqueur du tournoi Ouverture Clo : Vainqueur du tournoi Clôture CL : Vainqueur de la Copa Libertadores 2004 |

- Deportivo Tuluá est relégué car il possède la moins bonne moyenne de points sur les trois dernières saisons.

## Bilan de la saison
| Championnat de Colombie de football 2004 |                            |
| Champion                                 | Atlético Junior (5e titre) |
| Qualifications continentales             |                            |
| Copa Libertadores 2005                   | Once Caldas (tenant)       |
| Copa Libertadores 2005                   | Atlético Junior            |
| Copa Libertadores 2005                   | América de Cali            |
| Copa Sudamericana 2005                   | Atlético Nacional          |
| Copa Sudamericana 2005                   | Deportivo Cali             |
| Promotions et relégations                |                            |
| Promus en Copa Mustang                   | Real Cartagena             |
| Relégués en Copa Premier                 | Deportivo Tuluá            |